# Acta eruditorum
«Acta Eruditorum» (с лат. — «деяния учёных»), «Акты учёных» — название первого научного журнала Германии, основанного в 1682 году в Лейпциге учёным Отто Менке (Otto Mencke, 1644—1707) по примеру Journal des Savants (с 1665) и Giornale de’letterati (с 1668) и выходившего ежемесячно на латинском языке. Журнал прекратил существование в 1782 году.
За все годы существования журнала было выпущено, с дополнениями и указателями, 117 томов; ссылки на их сканы в интернете приведены в немецкой статье.

## Подробнее
Успеху литературного предприятия способствовало развитие на тот момент в Германии учёной деятельности и книжной торговли, центром которой был Лейпциг. Прежде чем начать издание, Менке предпринял путешествие для налаживания учёных связей; в 1682 году журнал стал выходить при содействии лучших учёных того времени: Лейбница, Томазия, Бернулли, Зеккендорфа, Сагиттария, Тенцеля, Целлариуса и других.
Журнал включал в себя извлечения из новых сочинений, рецензии, самостоятельные учёные рассуждения и статьи, а также краткие новости. Круг читателей возрастал с каждым годом; некоторое время журнал оставался во главе всей немецкой литературы.
Из-за смерти основателя в 1707 году редакция «Актов» перешла к его сыну, Иоганну Буркхардту, а в 1732 году — к внуку Фридриху Отто, начавшему новую серию издания под заглавием «Nova acta eruditorum».
Неурядицы в редакции, которой с 1754 года заведовал профессор Бель (Karol Andrej Bel, 1717—1782), беспокойства Семилетней войны и, наконец, внутренний спад интереса к изданию прекратили в 1782 году выход «Актов». В том же году были изданы невыпущенные в 1776 году тома издания.